# George Boscawen (général)
Le lieutenant-général George Boscawen (1er décembre 1712 - 3 mai 1775) est un officier et homme politique de l'armée britannique, le quatrième fils de Hugh Boscawen (1er vicomte Falmouth).

## Biographie
On pense qu'il fait ses études au Collège d'Eton, il est nommé enseigne dans les First Foot Guards en 1728 et promu capitaine en 1738. Il sert activement pendant la guerre de Succession d'Autriche, se distinguant aux batailles de Fontenoy et de Dettingen .
Le 3 février 1743, il épouse Ann Trevor, la fille de John Morley Trevor. Le couple a deux fils et deux filles. Peu de temps après son mariage, le 22 février  il est élu député de Penryn, à la suite de la décision d'Edward Vernon (qui a été élu simultanément pour trois circonscriptions différentes) d'occuper son siège à Ipswich. Il est promu au grade de colonel le 18 août 1749 et nommé aide de camp du roi George II le 14 octobre de la même année . En 1750, il est nommé lieutenant-gouverneur des îles Scilly, poste qu'il occupe jusqu'à sa mort.
Le 4 mars 1752, il est nommé colonel du 29e régiment d'infanterie et dirige ce régiment pendant une longue affectation en Irlande . Il est promu au grade de général de division le 14 janvier 1758 et au grade de lieutenant général le 22 février 1760. Le 16 janvier 1761, il est muté pour devenir colonel du 23e régiment d'infanterie .
Aux élections générales de 1761, il se désiste à Penryn et est élu, le 1er avril 1761, pour représenter Truro à la place. Cette circonscription est contrôlée par son frère, Hugh Boscawen (2e vicomte Falmouth), et élit généralement des membres de la famille Boscawen. il siège pour Truro jusqu'aux élections de 1774, date à laquelle il quitte le parlement pour être remplacé par son fils George. Au cours de sa carrière parlementaire de 31 ans, il ne vote qu'une seule fois contre le gouvernement de l'époque – votant contre la loi sur le cidre en 1764 – et attend jusqu'en 1770 pour apporter sa seule contribution enregistrée à un débat.
George Boscawen est décédé à York Street, St James's, Londres, le 3 mai 1775 .